# 220e régiment d'infanterie
Le 220e régiment d'infanterie (220e RI) est un régiment d'infanterie de l'Armée de terre française constitué en 1914 issu du 20e régiment d'infanterie.
À la mobilisation, chaque régiment d'active créé un régiment de réserve dont le numéro est le sien plus 200.
- Régiment composé de gradés et d'hommes des plus anciennes classes de la réserve, tous originaires de la subdivision de Marmande.
- Encadrement composé de chefs de bataillon et de capitaines du cadre complémentaire du 20e RI, de lieutenants et de sous-lieutenants de réserve, ayant fait leur instruction au 20e, et par des sous-officiers rengagés puisés du régiment.

## Création et différentes dénominations
- 2-11 août 1914 : Création du 220e Régiment d'Infanterie à Marmande (Lot-et-Garonne) à 2 bataillons (5e bataillon composé des 17e, 18e, 19e et 20e compagnies et 6e bataillon composé des 21e, 22e, 23e et 24e compagnies). Le régiment compte environ 2 100 hommes.
- 26 nov.- 3 déc. 1917 : Dissolution du 220e Régiment d'Infanterie.
- Sept.1939 - Recréation du 220e Régiment d'Infanterie à Pamiers (Ariège) assurée par le Centre Mobilisateur 178. Rattaché à la 67e division d'infanterie.

## Chefs de corps
Campagne 1914-1918 :
- 2-24 août 1914 : Lieutenant-Colonel Pelé (Mortellement atteint par un obus).
- sept.- nov.1914 -  : Lieutenant-Colonel Dinaux.
- 18 nov. 1914- 3 déc. 1917 : Lieutenant-Colonel Clanet.

Campagne 1939-1940 :
- Sept. 1939 - Févr. 1940 : Colonel Miquel.
- Févr. - Juin 1940 : Colonel Wach.

## Historique des garnisons, combats et batailles du220eRI

### Première Guerre mondiale
Affectations : Casernement Montauban, 133e Brigade d'Infanterie, 17e Région à la 67e Division d'Infanterie d'août 1914 à décembre 1917.

#### 1914
- Nuit du 11 au 12 août 1914 -  le 220e quitte Marmande en deux trains et débarque le 14 à Suippes, point de concentration de la 133e brigade (67e division).

- 24 août - Combat d'Eton (Meuse). Très lourdes pertes du 220e : Lieutenant-Colonel Pelé mortellement atteint par un obus, Plus de la moitié des officiers du régiment sont tués, disparus ou blessés. 665 sous-officiers, caporaux et soldats sont tués, blessés ou disparus, soit plus du tiers du régiment réduit à 1 100 hommes qui ne forme plus qu'un bataillon. Le combat a commencé à 11 heures avec l'ouverture du feu par l'artillerie allemande. Il a duré jusqu'à 20 heures et n'a pris fin qu'à la nuit noire. Les blessés graves ont dû être abandonnés sur le terrain, les morts n'ont pas été ensevelis.
- 6-9 sept. - Combats d'Osches et d'Ippécourt (Meuse).
- 21 sept. - Combat de la tranchée de Calonne (Meuse).
- 22 sept. au 8 déc. - Occupation du secteur Bois des Chevaliers - Ravin des Bœufs (Meuse - Près de Vaux-lès-Palameix).

La correspondance d'Armand Mano, de Salles (Gironde) donne des indications sur les opérations de 1914 et 1915.

#### 1915
- 7-9 avril - Attaque du bois de Lamorville (Meuse).

#### 1916
- 4-10 mars - Défense de Verdun : 5e bataillon du 220e à Béthincourt, 6e bataillon du 220e au Mort-Homme. Le régiment perd 10 officiers et 487 hommes de troupe.
- 20 mars - 30 mai - Défense de Reims : le 220e est dans la région entre Reims et Epernay. Arrivée de plusieurs renforts, il se constitue à 3 bataillons (4e, 5e et 6e bataillons).
- Août - Embarque le 23 en gare de Muizon, débarque le 24 à la gare de Mussay (près de Bar-le-Duc) et cantonnement à Veel.
- 4 sept. - Transporté par autos-camions à Dugny, au sud de Verdun.

Opérations du 4e bataillon (Chef de bataillon Carcanade)
- 6, 7, 8 et 9 sept. - Monte en première ligne, au nord du fort de Souville, face au système de tranchées ennemies appelé "Le Triangle". Lourdes pertes : 15 officiers et 273 hommes.

Opérations de 5e bataillon (Capitaine Piebourg puis capitaine Pratfferre puis capitaine Ané)
- 5 sept. - S'établit en deuxième ligne à la position de Souville.
- Nuit du 8 au 9 sept. - Monte en première ligne à Vaux-Chapitre.
- 9 sept. - Conquête de tranchées. Pertes du bataillon : 3 officiers tués dont le Capitaine Piebourg, 23 hommes de troupe tués, 8 disparus, 62 blessés. Lors de l'attaque, le bataillon fait 223 prisonniers dont 6 officiers, 16 sous-officiers et 201 soldats. À la suite de cette attaque, le général commandant la 68e division propose le 5e bataillon du 220e régiment d'infanterie pour une citation à l'Ordre de l'armée.

- 10 au 16 sept. - Succession d'attaques du bataillon et de contre-attaques allemandes pour la conquête des tranchées Montbrison et Lecourt.

Opérations du 6e bataillon (Commandant Berjonneau)
- Nuit du 5 au 6 sept. - Quitte Haudainville pour les abris Marceau.

#### 1917
- 18 juill. - Embarquement en chemin de fer du 220e à Bayon.
- 19 juill. - Débarquement du régiment à Longpont (Aisne).
- Jusqu'au 19 août - Se trouve dans la région d'Oulchy-le-Château et de Soissons.
- 19 au 21 août - Occupation du secteur de la Royère (Epine de Chevrigny).
- 23 au 28 oct. - Bataille de Malmaison.
- 29 oct. au 17 nov. - Cantonnement du 220e dans la région de Saponay.
- 18 nov. au 30 nov. - Monte au secteur de Braye-en-Laonnois.
- 26 nov. - Circulaire de G.Q.G. : Dissolution du 220e Régiment d'Infanterie

### Seconde Guerre mondiale
- Sur le site "Mémoire de nos pères, voir l'article de Cédric Gaulard intitulé : " Le 220ème Régiment d'Infanterie dans la campagne de 1939-1940 "[1].

## Drapeau
Il porte, cousues en lettres d'or dans ses plis, les inscriptions suivantes :
- Lorraine 1914
- Verdun 1916

## Décorations décernées au régiment
- 20 sept. 1916 : 5e bataillon du 220e Régiment d'Infanterie, sous les ordres du colonel Clanet, cité à l'Ordre de l'armée.

Ordre de l'Armée n° 102 - Le général Nivelle, commandant la IIe armée, cite à l'Ordre de l'armée le 5eme bataillon du 220e régiment d'infanterie. "Sous les ordres du lieutenant-colonel Clanet, commandant le régiment, et du capitaine Piebourg (tué), a vaillamment enlevé un système complet de tranchées ennemies défendues par deux bataillons, infligeant des pertes importantes à l'ennemi et ramenant de nombreux prisonniers". Fait au Q.G., le 20 septembre 1916. Général Nivelle commandant la IIe armée.

## Personnages célèbres ayant servi au220eRI
- Maurice Deroure, écrivain français.
- Jacques Rivière, essayiste français.

## Sources et bibliographie
- Campagne 1914-1918 - Historique du 220e Régiment d'Infanterie - Librairie Chapelot - Paris.
- JMO du 220e Régiment d'Infanterie (JMO 11 août 1914 - 4 mars 1916, JMO 4 mars - 31 déc. 1916 et JMO 1er janv - 30 nov. 1917)[3]
- À partir du Recueil d'historiques de l'Infanterie française (général Andolenko - Eurimprim 1969).